# Route nationale 798
La route nationale 798 ou RN 798 était une route nationale française reliant Pontaubault à Laval. À la suite de la réforme de 1972, elle a été déclassée en RD 998 dans la Manche, en RD 798 en Ille-et-Vilaine et en RD 30 dans la Mayenne.

## Ancien tracé de Pontaubault à Laval (D 998, D 798 & D 30)
- Pontaubault
- Juilley
- Saint-James
- Le Ferré
- Fougères
- Dompierre-du-Chemin
- Princé
- La Croixille
- Le Bourgneuf-la-Forêt
- Saint-Ouën-des-Toits
- Les Chênes Secs, commune de Changé
- Laval